# في شرع مين (فلم)
في شرع مين فيلم مصري تم إنتاجه عام 1953، إخراج حسن الإمام، وأداء أمينة رزق وحسين رياض وزوزو نبيل وماجدة.

## القصة الكاملة
زكية (زوزو نبيل)امرأة متمردة ومتطلعة، كانت على علاقة بعوض (حسين رياض)ورفضت زواجه لأنها تريد رجلا ثريا، فتزوجته اختها عائشة (أمينه رزق) ورحلت معه للقاهرة، لتتزوج زكية من تاجر سمك (محمد الديب) وانجبت منه ابنتها لواحظ (سميحه توفيق) وارهقته بطلباتها التي لاتنتهى حتى أرهقته بالديون، وإضطر للعمل في تهريب المخدرات، وقبض عليه وسجن خمس سنوات، فأرسلت خطاب لأختها عائشة تستعطفها لتأويها في بيتها، وقد كانت عائشة تعيش وزوجها عوض الموظف البسيط، وابنتهما نعمت (ماجده) التي تعمل لمساعدة الاسرة، ومخطوبة لجارهم محمود (شكرى سرحان) ابن عم والدها عوض، ووافقت عائشة على إيواء أختها زكية وابنتها لواحظ، وهى تظن ان علاقة زكية السابقة بزوجها عوض، شيء من الماضى، ولن تفكر أختها في خيانتها، وإن إقدامها على فعل الخير، لن تحصد من وراءه إلا الخير، ولكن زكية بطبعها الدنيئ سعت لإحياء علاقتها السابقة بعوض، ودفعت ابنتها لواحظ للأيقاع بمحمود خطيب نعمت، خصوصا بعد ان مات عم عوض ومحمود في طنطا، وترك لهما 20 ألف جنيه ميراث، توزع مناصفة بينهما، حيث اشترى محمود ورشة كبيرة، بينما إنتقل عوض لقصر كبير ليعيش حياة رغدة، حرم منها في الماضى، وترك عمله وطلب من ابنته نعمت ترك عملها، وعرف طريق السهر يوميا خارج المنزل، واكتشفت نعمت ان لواحظ اقتربت كثيراً من محمود، فشكت إلى امها عائشة، التي رغبت في ترك زكية وابنتها لواحظ البيت، وسمعتها زكية، واستعطفتها مرة أخرى وأضمرت شرا، إذ بدلت القطرة التي تستعملها عائشة بصبغة يود، لتصاب بالتهاب شديد بالعينين، استلزم مكوثها بالمستشفى عدة شهور، تمكنت فيهم زكية من الإيقاع بعوض فطلق عائشة وتزوجها، وإضطرت عائشة وابنتها نعمت من العودة لمنزلهما القديم، واستضافهما صاحب البيت الشيخ صالح (عبد الوارث عسر) حفظا للعشرة القديمة، وباعت نعمت مصاغها وبحثت عن عمل، بينما انغمست زكية وابنتها لواحظ في السهر والسكر والعربدة، وارهقتا عوض بطلباتهما، ورضخ عوض لأنه يحب زكية، وكان محمود على سفر، وحينما عاد سأل عن نعمت، فإدعت زكية ان نعمت كانت على علاقة آثمة بشاب وحينما علم والدها عوض طردها وطلق امها وهى الآن متزوجة من ذلك الشاب، فتزوج محمود من لواحظ، وحضرت نعمت لإقناع والدها بتصحيح خطأه، فعلم محمود الخدعة وطلق لواحظ وإنضم لنعمت وامها، بينما ثار عوض على سيطرة وتحكم زكية في حياته وأجبرها على قبول إقامة ابنته نعمت معهما في المنزل، ولكن زكية بعد ان تجرعت عدة كئوس أمسكت بالمسدس لتقتل نعمت، لكنها قتلت ابنتها لواحظ بطريق الخطأ، وحينما اكتشفت خطئها فقدت صوابها، وأطلقت النار على رأسها منتحرة، وعاد عوض لعائشة، وتزوج محمود من نعمت. (في شرع مين؟)

## تمثيل
- أمينة رزق
- حسين رياض
- زوزو نبيل
- ماجدة
- شكري سرحان
- سميحة توفيق
- عبد الوارث عسر
- سناء جميل
- محمد الديب
- عبد العليم خطاب
- رياض القصبجي

## روابط خارجية
- في شرع مين على موقع IMDb (الإنجليزية)
- في شرع مين على موقع قاعدة بيانات الفيلم (الإنجليزية)